# Josef Happ
Josef Happ (* 16. März 1938 in Kirchen (Sieg); † 16. Juni 2021) war ein deutscher Bauingenieur und Politiker (CDU).

## Leben
Happ besuchte die Volksschule und die gewerbliche Berufsschule. Er machte eine Maurerlehre und legte 1955 die Gesellenprüfung ab. Von 1955 bis 1959 arbeitete er als Maurergeselle. Zwischen 1955 und 1960 absolvierte er ein kombiniertes Studium Fernschule und Seminare Fachschule Bauwesen: Hochbau und wurde Bauingenieur. Von 1959 bis 1960 leistete er den Grundwehrdienst und war 1961–1974 technischer Angestellter bei einer Baufirma bzw. einem Architekturbüro. Seit 1975 war er mit einem Architekturbüro selbstständig.

## Politik
1969 trat er der CDU bei und war 1986 Vorsitzender des CDU-Stadtverbands Neuwied und Vorstandsmitglied des CDU-Kreisverbands und der Kreismittelstandsvereinigung. Von 1971 bis 1983 war er Vorsitzender des CDU-Ortsverbands Neuwied-Feldkirchen. 1971 wurde er Mitglied und 1979 stellvertretender Vorsitzender der CDU-Stadtratsfraktion im Stadtrat Neuwied.
1983 wurde er in den zehnten Landtag Rheinland-Pfalz gewählt, dem er drei Wahlperioden lang bis 1993 angehörte. Im Landtag war er in der 10. Wahlperiode Mitglied im Ausschuss für Umwelt, dem Ausschuss für Wirtschaft und Verkehr und dem Petitionsausschuss. In der 11. Wahlperiode war er Vorsitzender im Unterausschuss „Architektengesetz Rheinland-Pfalz“ und Unterausschuss „Landesbauordnung“. Er war Mitglied im Ausschuss für Umwelt (ab 16. November 1987 Ausschuss für Umwelt und Gesundheit), Petitionsausschuss, in der Strafvollzugskommission, dem Unterausschuss „Krankenhauszielplan“ und dem Untersuchungsausschuss „AKW Mülheim-Kärlich“. In der 12. Wahlperiode war er stellvertretender Vorsitzender der Strafvollzugskommission und Mitglied im Unterausschuss „Landesbauordnung“, im Ausschuss für Umwelt, Haushalts- und Finanzausschuss und Petitionsausschuss.
1997 erhielt er das Bundesverdienstkreuz Erster Klasse.
Daneben war er Mitglied im Verwaltungsrat der Stadtsparkasse Neuwied und im Regionalvorstand der Planungsgemeinschaft Mittelrhein-Westerwald.